# マドリード-バルセロナ-フランス国境高速鉄道線
マドリード-バルセロナ-フランス国境高速鉄道線（西: Línea Alta Velocidad Madrid - Zaragoza - Barcelona - Frontera Francesa カタルーニャ語: LAV Madrid - Saragossa - Barcelona - Frontera Francesa）は、スペインの高速鉄道路線で、国有公共企業ADIFが管理する一般の利益に関する鉄道ネットワークに属している。
インフラは時速350kmで設計されているが、現在の商用最高速度は時速310kmである。これにより、AVEはマドリードとバルセロナの都市間を2時間半で結ぶことができる。線路の総延長は804kmで、マドリード・プエルタ・デ・アトーチャ駅を起点とし、フィゲラス-ヴィラファント駅の後、スペインとフランスの鉄道網を結ぶペルピニャンまでの国際区間に続いている。この路線は、バルセロナ（バルセロナ・サンツ駅、バルセロナ・サグレラ駅(建設中)）とジローナの各都市に入り込む。また、同線からサラゴサ・デリシアス駅とリェイダ・ピリネウス駅へのアクセスを可能にする2つの迂回路があり、グアダラハラ、カラタユー、タラゴナにも駅がある。
路線内のサービス（長距離サービスはAVE、中距離サービスはAvant）に加えて、サラゴサ周辺では路線を離れることができる軌間変更設備があり、ウエスカを終点とする標準軌の支線もある。サラゴサで軌間を変えることで、マドリードとナバラやラ・リオハを結ぶ列車や、バルセロナとスペイン北部を結ぶ列車がこの路線を利用している。また、マドリード-セビリア高速鉄道線との接続により、カタルーニャ - アンダルシア間をマドリードに入ることなく接続することができる。
この路線は、マドリードを起点にいくつかの区間に分けて開通した。2003年10月にはリェイダまで、2006年12月にはタラゴナまで、2008年2月にはバルセロナまで開通し、2013年1月にはフィゲラスとフランス国境まで完成した。
監査役会の報告書によると、マドリッドとバルセロナを結ぶ621キロメートルの線路の建設費用は89億6600万ユーロ（1キロメートルあたり1440万ユーロ、これはヨーロッパや国際的な平均値を大幅に下回っている）で、当初の予算を31.4％上回っている。 また、バルセロナ - フィゲラス間の131キロの路線には、バルセロナ・サンツ駅、ジローナ駅、フィゲラス駅の工事を除いて、約37億ユーロの費用がかかった 合計で136億1800万ユーロとなり、当初予算の85億7800万ユーロを59％上回った。
この回廊は欧州横断輸送ネットワークに含まれており、欧州連合(EU)からマドリード - バルセロナ - フィゲラス間の総額34億3900万ユーロ(最終コストの約25％)の補助金を受けている。

## 歴史

### マドリード - バルセロナ - フィゲラス
1980年代には、スペインの人口の4分の1以上を占めるマドリッドとバルセロナを結ぶ鉄道路線の改善が明確に求められていた。この区間は基本的に19世紀に開通した当初の線形を踏襲しており、マドリッド - バルセロナ間の最短所要時間は6時間30分であった。高速道路の開通や空路の大規模な拡大により、鉄道の競争力は低下した。
マドリッドとバルセロナを結ぶ路線の大規模な改良が初めて具体的に計画されたのは、1987年4月に承認された「1987年鉄道輸送計画(PTF)」に遡る。当時は、時速300km以上の高速路線という話はなく、全区間を複線として、いくつかの別ルートを作るというもので、具体的には以下のようなアクションがあった。
- エナレス回廊（スペイン語版）の線路の複々線化：サン・フェルナンド駅（スペイン語版）とアルカラ・デ・エナレス駅（スペイン語版）の間で実施
- バイデス（スペイン語版）からカラタユーへの複線化
- ユンケラ・デ・エナレス（スペイン語版）の迂回路：300km/h到達の可能性はすでに言及された
- カラタユー - リクラ（スペイン語版）間の迂回路
- サラゴサの迂回路
- サラゴサ - リェイダ間の迂回路

1988年10月21日、閣僚理事会はレンフェに対し、建設中のマドリード - セビリア間の高速路線のバルセロナへの延伸について、即刻検討するよう要請した。
1988年12月9日、セビリア(NAFA)線とバルセロナ線の両方を標準軌(UIC、1435mm)で建設することが決定した。この決定は、後に撤回された、RENFEネットワーク全体を標準軌に変更するプロジェクトの一部であった。
標準軌にして高速要素を持たせるという決定は、すでにマドリードからバルセロナまでの路線に関連して行われていた研究の転機となった。バイデス(グアダラハラ県)まであった複線は、カラタユーまで延長され、カラタユーとリクラの間はすでに工事が始まっており、サラゴサとリェイダの間も始まろうとしていた。いずれの場合も、一部のトンネルの軌間が一部変更されたが、すでにボーリングを開始していたパラクエリョストンネル（長さ4,740m）は変更されなかった。
1988年のこの決定を受けて、バルセロナへの高速路線の建設が開始された。この路線には、すでに設計済みまたは建設中の3つの区間（カラタユーのバイパス、サラゴサのバイパス、サラゴサとリェイダの間のバイパス）が挿入され、いくつかのバリエーションを持つ情報調査が行われたが、そのうちの1つが、1994年にすでに環境影響評価書が求められていた現在のルート（バルセロナへの入り口を除く）である。
経済不況で鉄道投資が厳しく制限されていた1993年、公共事業省はこの路線が「マドリッド-セビリア間の高速路線とは全く異なる建設ペース」になることを認めていた。 実際、1993年には、マドリッド-サラゴサ間の最後の単線区間のボトルネックを解消するカラタユー-リクラ・バイパスと、サラゴサ-リェイダ間の主要バイパスの工事を開始するために、建設プロジェクトの準備が進められていた。いずれの場合も、地中海回廊と同じように、多目的枕木を備えたイベリアゲージと、高速要素（サラゴサ-リェイダの場合は350km/h）を採用する計画だった。
カラタユー-リクラ間とサラゴサ-リェイダ間の工事は1995年に閣僚会議で承認され、1996年に開始された。 1997年5月23日、鉄道インフラ管理公団 (GIF、ADIFの前身)は完全な路線の建設と開始された工事の継続を委託された。1988年には、2002年にはバルセロナ、2004年にはフランス国境に到達すると予想されていた。
1999年までは鉄道投資が非常に少なかったため、マドリッドとバルセロナ間の移動時間を1時間以上短縮できるこれらのバリエーションの建設は、非常にゆっくりと進められた。2000年代に入ってからは、そのペースが加速した。2000年2月、マドリード - リェイダ間の電化工事が発注され、1996年に着工した区間は、イベリアゲージ(1668mm)の従来のネットワークに挿入される代わりに、2003年10月に開通したマドリード - リェイダ間の高速路線の一部となった。
2008年3月にはバルセロナまでの路線が完成した。バルセロナ-フィゲラス間の混成高速線は、2013年1月に完成したマドリッド - サラゴサ - バルセロナ - フランス国境間の旅客貨物混成高速線の一部分である。

### サラゴサ - ウエスカ
マドリード - リェイダ間の線路建設と同時に、サラゴサ - タルディエンタ間の線路も二重化され、その駅まで標準軌の線路とイベリアゲージの線路が並行して走るようになった。そこからウエスカまでは、多目的まくらぎと、標準軌やイベリアゲージの車軸を持つ列車が同じ線路を走れるようにする三線軌条を設置して、線路をリニューアルした。
このように、この改良が完了した後は、マドリードとウエスカを結ぶAVE列車が毎日運行され、グアダラハラ・イェベス駅、カラタユー駅、サラゴサ・デリシアス駅、タルディエンタ駅、ウエスカ駅に停車する高性能路線が誕生した。その後、1日2本の列車（うち1本はサラゴサのみに停車する準直通列車）に拡大された。
なお、この区間は高速鉄道線ではなく、標準軌の列車(AVEがこのゲージを採用しているため)に対応した線路であり、Alvia列車に共通の特徴である軌間可変機構を必要とせず、これらの列車が市内に直接アクセスできるようになっているが、最高速度が低下するというデメリットがあることに注意が必要である。

### フィゲラス - フランス国境
スペインの2大都市を結ぶだけでなく、バルセロナとペルピニャンを、ピレネー山脈のトンネルを通ってラ・ジョンケラ/ル・ペルテュの国境を越えて結ぶ旅客・貨物混成路線で、スペインとフランスの鉄道網を結ぶことを目指している。

## ルート
ルートの選択が難しかったのは、このような大規模なプロジェクトでは当たり前のことであり、以下3つの区間が最も複雑だった。
- マドリッドからの出口：マドリッドからの出口は何度も再検討され、最終的には最初の1kmはアンダルシアへの新鉄道アクセス（スペイン語版）と平行して、マドリッドの南をマドリード環状高速道路M-50（スペイン語版）と平行して大きくカーブするルートを選択した。
- リェイダ - マルトレイ（英語版、スペイン語版、カタルーニャ語版）: 北側のラ・ビスバル・デル・ペネデス（スペイン語版、カタルーニャ語版）経由と、さらに南側のラ・セクイタ（スペイン語版、カタルーニャ語版） - ペラフォート（スペイン語版、カタルーニャ語版）経由の2つの主要なバリエーションが検討されていた。タラゴナに近づき、地中海回廊（スペイン語版）との接続を容易にするためには、2番目のオプションが選択されたと思われる。
- バルセロナへの入口

## 技術的な側面

### マドリード - バルセロナ - フィゲラス

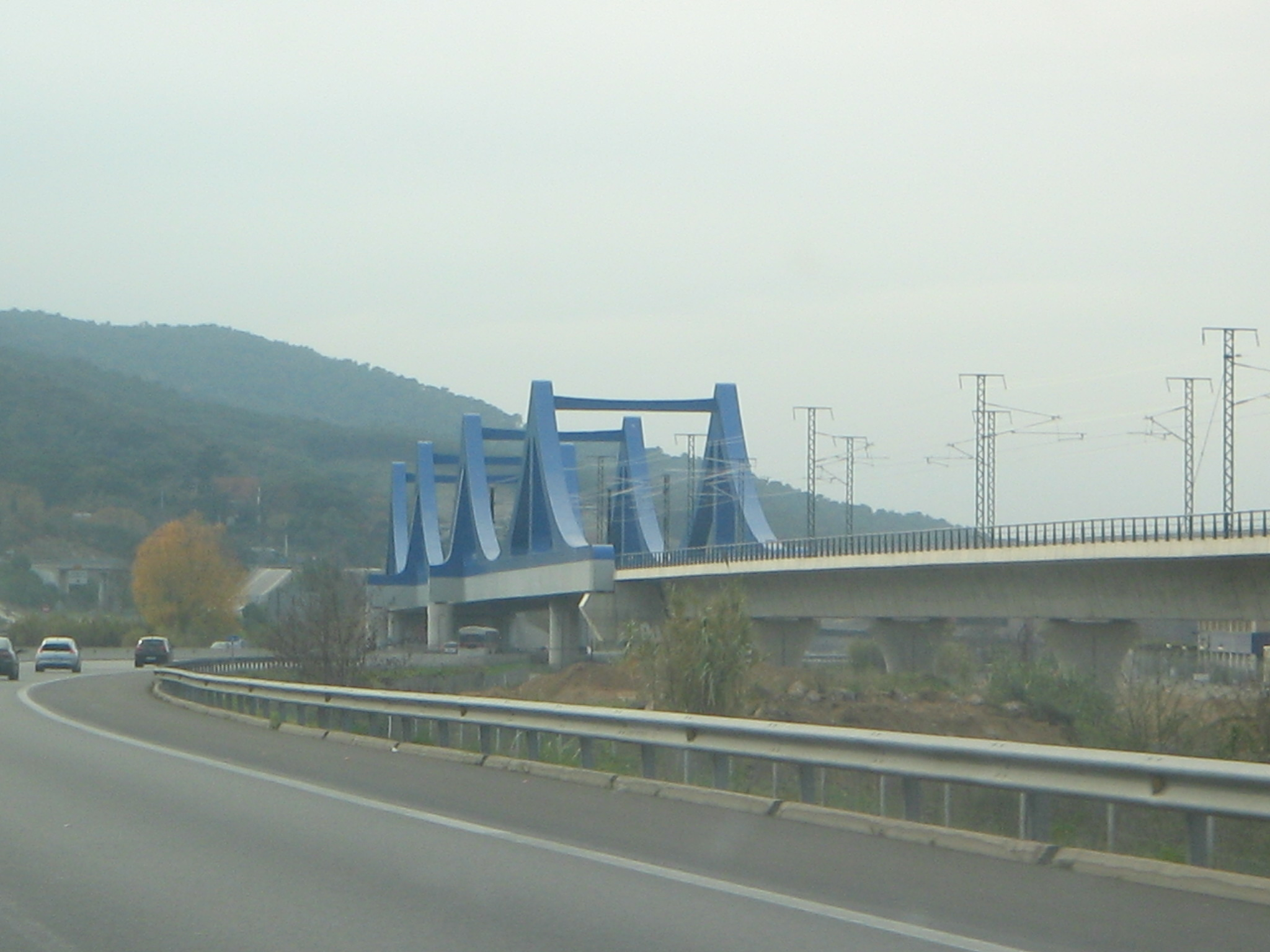
AP-7の上を超える橋梁

前述のカラタユー - リクラ間を除いて、最大持続速度350km/hで設計されている。曲線の最小半径は7,000mを超え、許容される最大勾配は25パーミルであるが、イベリアゲージでの使用を想定していた第1期計画の区間では、より低い勾配となっている。そのため、サラゴサ - リェイダ間では、例外的に18を超えることもあるが、12.5パーミルを超えない。これはカンプ・ダ・タラゴナ駅からカステルビスバルまでの区間でも同じで、タラゴナの港にサービスを提供するための客貨混合交通の可能性が考えられていたからである。
マドリッド - リェイダ間（442km）は、ERTMSが実用化された最初の高速路線で、2006年5月19日から最高時速250km、2006年10月16日から最高時速280km、2007年5月7日から最高時速300kmでの運行が可能となっている。また、2011年12月11日にETCSレベル2が導入され、最高速度310km/hが可能となった最初の路線でもある。
全線の制御システムは、SEI電子連動サブシステムで構成されており、ATP(自動列車保護) - ETCSレベル1制御サブシステムによって完成されており、列車は5分30秒間隔で300km/hで走行することができ、ASFA互換のポイント保護サブシステムは200km/h、8分間隔で走行することができ、同線はこれによって開通した。全線に時速350km、列車間の間隔2分30秒という仕様を満たすはずのETCSレベル2が導入されている。

### フィゲラス - ペルピニャン
客貨混合交通路線として、旅客専用区間とは若干異なる：
- フィゲラスとル・ソレ（英語版、フランス語版、カタルーニャ語版）（ペルピニャン近郊）を結ぶ全長44.4kmの複線高速新線（スペイン19.8km、フランス24.6km）。
- 路線設計では、最高速度290km/h、最低速度120km/h（貨物）をパラメータとしている。
- その中でも、全長8,350mのペルトゥストンネル（英語版、フランス語版）は、並外れた土木工事として知られている。これは、内部に直径8.5mの平行な2本の管（各トラックに1本ずつ）を建設することで構成されている。これにより、50m²の自由断面が得られる。また、2本のチューブの間には200m間隔で41本の安全用の通路があり、1600m間隔で4本の機器用の通路がある。両方のトンネルは、2台のダブルシールドTBMを使用して、スペイン側の坑口から出発して建設された。
- スペイン側には5つの高架橋(Llobregat I、Llobregat II、Gou、Ricardell、Muga)があり、フランス側には4つの高架橋(Reart、A9、RN9、Tech)がある。

## サービス開始に関する年表

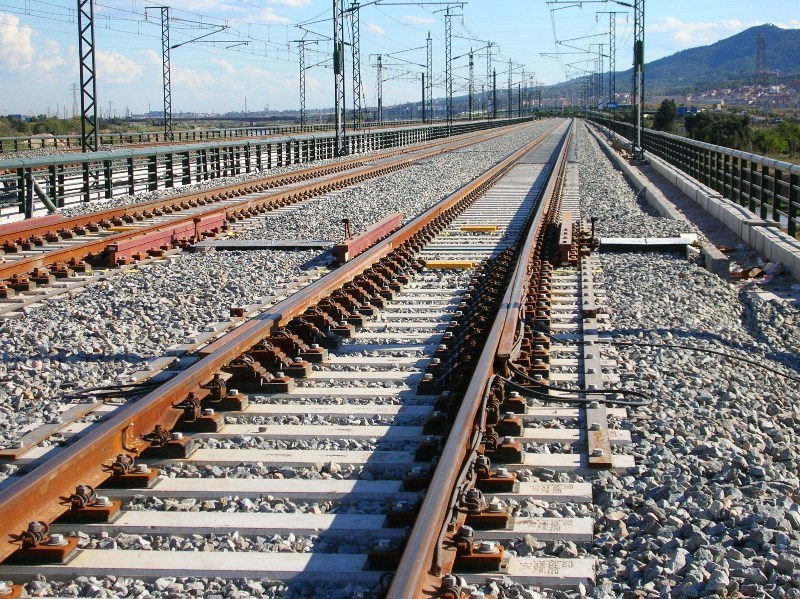
El PapiolとPallejáの間のリュブラガート川にかかる橋の拡張継手

- 2003年3月：マドリッド - リェイダ間の時速200km(ASFAによる)での開通の失敗。これに先立ち、2月24日から3月7日まで「プロモーションツアー」が行われる予定だった[25]。インフラに複数の問題があり、路線の準備が整っていないことを示す証拠があったため、プロモーションツアーは3回しか行われず、2003年1月27日に当時の公共事業大臣が「3月中旬」と発表していた開通は中断された。時刻表まで公開されていた。問題の大きさから、GIFはマドリッド - リェイダ区間から外され、RENFEが路線のオーバーホールを担当することになった[26]。不思議なことに、政府の副首相は同じ日に、高速鉄道線が2004年にバルセロナに到着すると断言したが、これは明らかに不可能なことであり、同じGIFの社長が2006年までには実現しないと断言していたにもかかわらず[27]、実際にはさらに15ヶ月遅れることになった。

- 2003年10月10日：マドリッド - リェイダ間の開通式。マドリッド - セビリア間の高速鉄道から「借りた」アルタリアとAVEの100系が走った。ASFA200のみを使用していたため、最高速度は200km/hであった。

- 2004年 - 2006年：深刻な地盤問題のため、モンブラン(スペイン)（英語版、スペイン語版、カタルーニャ語版）とラ・リーバ（英語版、スペイン語版、カタルーニャ語版） (タラゴナ県)の自治体にある3kmの区間にあるCamp Magre、Lilla、Puig Cabrerの各トンネルは、約7060万ユーロの費用をかけて円形のカウンターフォールトとヴォールトライニングを建設して補強する必要があった。この区間は、バルセロナまでの残りのインフラがほぼ完成しているにもかかわらず、カンプ・ダ・タラゴナ駅まで運行することができなかった。

- 2006年5月17日：サラゴサとリェイダのバイパスが開通し、リェイダ・ピリネウス駅の数キロ先にあるプッチバール・ダ・リェイダ（スペイン語版、カタルーニャ語版）のCAF軌間変更施設が使用可能になった後、前述の軌間変更施設を使用したマドリードとバルセロナを結ぶAlviaの初の商用サービス(CAF S120)が開始された。

- 2006年5月：受領したばかりのAVE列車S102「アヒル」の速度が、ETCSレベル1の運用開始により、マドリッド - リェイダ間で250km/hに引き上げられた。

- 2006年10月16日：AVEのS102「アヒル」列車の最高許容速度が、マドリッド - リェイダ間で再び280km/hに引き上げられた。

- 2006年12月19日：プッチバール・ダ・リェイダのCAF軌間変更施設とロダ・ダ・バラ（英語版、スペイン語版、カタルーニャ語版）の新しいデュアル(タルゴ、BRAVA/CAF)軌間変更施設を結ぶ区間(カンプ・ダ・タラゴナの新駅を含む)が開通し、200km/hで走行できるようになった。

- 2007年5月7日：AVEのS102「アヒル」列車の速度が、マドリッドとカンプ・ダ・タラゴナの間で300km/hに引き上げられ、常にETCSレベル1で運行されるようになった。

- 2007年10月：公共事業省が2007年12月22日を供用開始日(12月21日に開通)とし、それに合わせて広報活動を開始した。この工事は数ヶ月間、猛烈なスピードで行われており、バルセロナの郊外電車の動きに深刻な影響を与える数々の事故が発生した。

- 2007年10月26日：FGCのリュブラガート - アノヤ線（スペイン語版、カタルーニャ語版）のトンネルの壁が、高速鉄道線が地下で交差する地点でずれたため、FGCの列車(リュブラガート線)と、バルセロナ・サンツ駅とアル・プラ・ダ・リュブラガート駅（スペイン語版、カタルーニャ語版）を結ぶRenfe Operadoraの全列車が無期限に運行停止となった。大規模な騒ぎの中、10万人以上のRenfeの乗客が毎日利用する無料のバス輸送は比較的順調に運営された。ほとんどの長距離列車は、タラゴナまたはカンプ・ダ・タラゴナで終着した。FGCの利用者は、バルセロナ地下鉄への乗り換えとなった。

- 2007年12月1日：バルセロナ・サンツ駅とアル・プラ・ダ・リュブラガート駅を結ぶAdif線が全面復旧。その数日前には、単線での運行が一部復旧していた。FGCのリュブラガート - アノヤ線は2008年2月2日まで不通となったままであった。

- 2008年1月末：Can Tunisまでの路線が完成し、Sant Joan Despíまでの試験が完了。Adif社によると、2007年5月以来「カンプ・ダ・タラゴナとCan Tunis（カタルーニャ語版）の間で36,500km以上のテストが行われ、330km/hを記録した。現在、レンフェの商用列車はすでにアル・プラ・ダ・リュブラガート駅までテスト走行を行っている」とのことであった。すでに完成しているルスピタレート・ダ・リュブラガート駅（スペイン語版、カタルーニャ語版）からサンツ駅までの4.3kmの区間が残っていた。

- 2008年2月4日：標準軌のRenfe Operadoraの列車が初めてバルセロナ・サンツ駅に到着。利用されたのは、軌間変更可能なディーゼル実験用列車Talgo BTである。唯一の完成した番線である2番線を使用した。

- 2008年2月7日：Adif社の実験列車「セネカ(鉄道)（スペイン語版）」がバルセロナ・サンツ駅に到着。これは、バルセロナ・サンツ駅の最後の4.3kmの線路で架線(2番線のみだが)が完成したことを示している。

- 2008年2月8日：最初の商業列車の試験のためサンツ駅入り：AVE S103「Velaro」がバルセロナ・サンツ駅に到着した[28]。

- 2008年2月11日：バルセロナ・サンツ駅までの2本の線路の信号・電化設備が稼動し、作業は完了したとみなされた。

- 2008年2月12日：ジャーナリストの立ち入りが許可されていない、アル・プラ・ダ・リュブラガート駅に午後16時40分に到着した公共事業担当大臣は、2月20日にカンプ・ダ・タラゴナ駅～バルセロナ・サンツ駅間が運行開始され、2月14日にチケット販売が開始されることを発表。2007年10月の事件と2008年3月9日の総選挙が近いことから、公式な開通式は行われないことを確認。

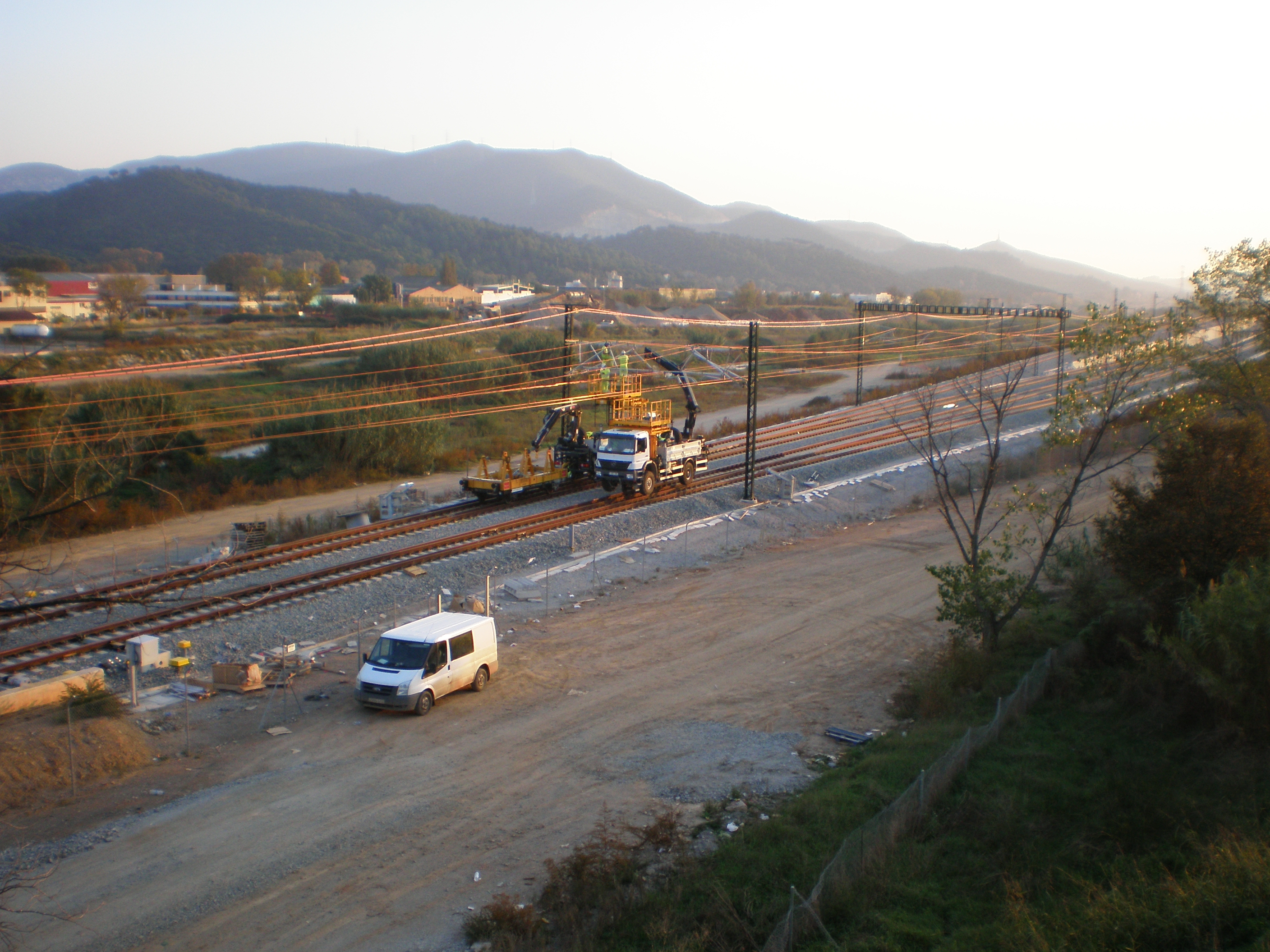
バルセロナ・サンツ駅 - ムリェ・ダル・バリェス区間の電化工事

- 2008年2月20日：カンプ・ダ・タラゴナ駅とバルセロナを結ぶ高速線のうち、新たに98キロが正常に運行を開始し、この高速線の第一期工事が完了した。当初のサービスでは、マドリード - バルセロナ間の各方向に17本の列車が運行され、そのうちバルセロナ方向に8本、マドリード方向に7本の直通列車が運行され、所要時間は2時間38分であった。 バルセロナ - ペルピニャン間はまだ完成しておらず、開通していなかった[29]。

- 2009年12月：マドリード、サラゴサ、リェイダ間の区間で最高速度350km/hまでのERTMS 2テストが無事終了。

- 2010年12月18日：フィゲラス - フィゲラス・ビラファント間(ADIF)およびフィゲラス - ル・ソレ間(TP Ferro（スペイン語版、フランス語版）)が開通。

- 2011年7月26日：Barcinoトンネル掘削機が、バルセロナ・サンツ - ラ・サグレラ高速トンネルのアタックシャフトから約5.1kmの距離を16ヶ月間で掘削し、終了した[30]。

- 2012年10月末： Renfe OperadoraとAdifは、バルセロナ～フィゲラス間で、高速路線の車両(103系)の試験と、構造および上部構造の技術的検証をそれぞれ開始した。

- 2012年11月26日：バルセロナ・サンツ駅とムリェ・ダル・バリェスを結ぶ高速線の区間を電化。

- 2013年1月8日：バルセロナ、ジローナ、フィゲラスを結ぶ路線が開通。

## この路線で運行される列車
| 列車種別               | <<                                   | >>                                 | 途中停車駅 | 使用車両                     | 所要時間                            |
| ---------------------- | ------------------------------------ | ---------------------------------- | --- | ---------------------------- | ----------------------------------- |
| TGV                    | バルセロナ・サンツ                   | パリ・リヨン                       | ジローナ、フィゲラス・ビラファント、 ペルピニャン、ナルボンヌ、ベジエ、モンペリエ、ニーム、ヴァランスTGV | TGV Euroduplex               | 6時間25分                           |
| AVE-TGV                | バルセロナ・サンツ                   | リヨン・パールデュー               | ジローナ、フィゲラス、ペルピニャン、ナルボンヌ、ベジエ、モンペリエ、ニーム | レンフェ100系                | 4時間53分                           |
| AVE-TGV                | バルセロナ・サンツ                   | トゥールーズ                       | ジローナ、フィゲラス、ペルピニャン、カルカッソンヌ | TGV Euroduplex               | 3時間11分 4月から10月までの期間限定 |
| AVE-TGV                | マドリード・プエルタ・デ・アトーチャ | マルセイユ                         | バルセロナ、ジローナ、フィゲラス、ペルピニャン、ナルボンヌ、ベジエ、モンペリエ、ニーム、アヴィニョン、エクス＝アン＝プロヴァンス | レンフェ100系                | 7時間                               |
| AVE                    | マドリード・プエルタ・デ・アトーチャ | バルセロナ・サンツ                 | グアダラハラ・イェベス、サラゴサ・デリシアス、リェイダ・ピリネウス、カンプ・ダ・タラゴナ | レンフェ103系                | 3時間10分                           |
| AVE                    | マドリード・プエルタ・デ・アトーチャ | バルセロナ・サンツ                 | カラタユー、サラゴサ・デリシアス、リェイダ・ピリネウス、カンプ・ダ・タラゴナ | レンフェ103系                | 3時間10分                           |
| AVE                    | マドリード・プエルタ・デ・アトーチャ | バルセロナ・サンツ                 | カラタユー、サラゴサ・デリシアス、カンプ・ダ・タラゴナ | レンフェ100系,レンフェ103系  | 2時間50分                           |
| AVE                    | マドリード・プエルタ・デ・アトーチャ | バルセロナ・サンツ                 | サラゴサ・デリシアス | レンフェ103系                | 2時間45分                           |
| AVE                    | マドリード・プエルタ・デ・アトーチャ | バルセロナ・サンツ                 | 無停車 | レンフェ103系, レンフェ112系 | 2時間30分                           |
| AVE                    | マドリード・プエルタ・デ・アトーチャ | サラゴサ・デリシアス               | 無停車 | レンフェ103系, レンフェ100系 | 1時間20分                           |
| AVE                    | マドリード・プエルタ・デ・アトーチャ | ウエスカ                           | グアダラハラ・イェベス、カラタユー、サラゴサ・デリシアス、タルディエンタ | レンフェ102系                | 2時間15分                           |
| AVE                    | マドリード・プエルタ・デ・アトーチャ | ウエスカ                           | サラゴサ・デリシアス | レンフェ102系                | 2時間05分                           |
| AVE                    | バルセロナ・サンツ                   | セビリア＝サンタ・フスタ           | カンプ・ダ・タラゴナ、リェイダ・ピリネウス、サラゴサ・デリシアス、シウダー・レアル、プエルトリャノ• コルドバ | レンフェ112系                | 5時間39分                           |
| AVE                    | バルセロナ・サンツ                   | マラガ＝マリア・サンブラノ         | カンプ・ダ・タラゴナ、リェイダ・ピリネウス、サラゴサ・デリシアス、シウダー・レアル、プエルトリャノ、コルドバ、プエンテ・ヘニル＝エレーラ、アンテケーラ＝サンタ・アナ | レンフェ112系                | 5時間43分                           |
| Avant                  | バルセロナ・サンツ                   | リェイダ・ピリネウス               | カンプ・ダ・タラゴナ | レンフェ114系                | 1時間15分                           |
| Avant                  | バルセロナ・サンツ                   | フィゲラス                         | ジローナ | レンフェ103系                | 54分                                |
| Avant                  | サラゴサ・デリシアス                 | カラタユー                         | 無停車 | レンフェ104系                | 30分                                |
| 軌間変更を行うサービス |                                      |                                    | |                              |                                     |
| 列車種別               | <<                                   | >>                                 | 途中停車駅 | 使用車両                     | 軌間変更施設                        |
| Alvia                  | マドリード・プエルタ・デ・アトーチャ | パンプローナ                       | グアダラハラ・イェベス、カラタユー、トゥデラ・デ・ナバラ、タファリャ | レンフェ120系                | プラセンシア・デ・ハロン            |
| Alvia                  | マドリード・プエルタ・デ・アトーチャ | ログローニョ                       | グアダラハラ・イェベス、カラタユー、トゥデラ・デ・ナバラ、アルファロ、カラオラ | レンフェ120系                | プラセンシア・デ・ハロン            |
| Alvia                  | バルセロナ・サンツ                   | アンダイエ/ビルバオ                | カンプ・ダ・タラゴナ、リェイダ・ピリネウス、サラゴサ・デリシアス、トゥデラ・デ・ナバラ、 - イルン方面：タファリャ、パンプローナ、 スマラガ、 サン・セバスチャン - ビルバオ方面：ログローニョ、 ミランダ・デ・エブロ | レンフェ120系                | サラゴサ・デリシアス                |
| Alvia                  | バルセロナ・サンツ                   | パンプローナ                       | カンプ・ダ・タラゴナ、リェイダ・ピリネウス、サラゴサ・デリシアス、トゥデラ・デ・ナバラ、タファリャ | レンフェ120系                | サラゴサ・デリシアス                |
| Alvia                  | バルセロナ・サンツ                   | ビーゴ・ギシャール                 | カンプ・ダ・タラゴナ、リェイダ・ピリネウス、サラゴサ・デリシアス、トゥデラ・デ・ナバラ、カステホン・デ・エブロ、タファリャ、パンプローナ、ビトリア、ミランダ・デ・エブロ、ブルゴス・ロサ・マンサノ、パレンシア、サアグン、レオン、アストルガ、ベンビブレ、ポンフェラダ、エル・バルコ・デ・バルデオラス、ラ・ルア・ペティン、サン・クロディオ＝キロガ、モンフォルテ・デ・レモス、オウレンセ・エンパルメ、オ・ポリーニョ、レドンデラ     | レンフェ130系                | サラゴサ・デリシアス                |
| Alvia                  | バルセロナ・サンツ                   | ア・コルーニャ                     | カンプ・ダ・タラゴナ、リェイダ・ピリネウス、サラゴサ・デリシアス、トゥデラ・デ・ナバラ、カステホン・デ・エブロ、タファリャ、パンプローナ、ビトリア、ミランダ・デ・エブロ、ブルゴス・ロサ・マンサノ、パレンシア、サアグン、レオン、アストルガ、ベンビブレ、ポンフェラダ、エル・バルコ・デ・バルデオラス、ラ・ルア・ペティン、サン・クロディオ＝キロガ、モンフォルテ・デ・レモス、オウレンセ・エンパルメ、サンティアゴ・デ・コンポステラ | レンフェ130系                | サラゴサ・デリシアス                |
| Alvia                  | バルセロナ・サンツ                   | ヒホン                             | カンプ・ダ・タラゴナ、リェイダ・ピリネウス、サラゴサ・デリシアス• トゥデラ・デ・ナバラ、タファリャ、パンプローナ、ビトリア、ミランダ・デ・エブロ、ブルゴス• パレンシア、サアグン、レオン、ラ・ロブラ、ポラ・デ・レナ、ミエレス・プエンテ、オビエド | レンフェ130系                | サラゴサ・デリシアス                |
| トレンオテル           | バルセロナ・サンツ                   | ビーゴ・ギシャール／ア・コルーニャ | カンプ・ダ・タラゴナ、リェイダ・ピリネウス、サラゴサ・デリシアス、ログローニョ、ブルゴス、パレンシア、レオン、アストルガ、ポンフェラダ、エル・バルコ・デ・バルデオラス、ラ・ルア・ペティン、サン・クロディオ＝キロガ、モンフォルテ・デ・レモス、 - ビーゴ方面： オウレンセ・エンパルメ、オ・ポリーニョ、レドンデラ - ア・コルーニャ方面：サリア、ルーゴ、ギティリス、クルティス、ベタンソス・インフェスタ                              | タルゴ VII                   | サラゴサ・デリシアス                |